# 한여름의 광선
한여름의 광선(真夏の光線 마나쓰노 고센[*])은 1999년 5월 21일에 발매된 모닝구무스메의 다섯 번째 싱글이다.

## 개요
- 후쿠다 아스카 졸업 후 첫 싱글이며, 자켓 사진에는 후쿠다 자리가 비워져 있다.

- 아베 나츠미의 메인 멜로디 라인 위에 하모니가 들어간다.

- 뮤직 비디오는 사이판에서 촬영되었다.

- 모닝구무스메 & 헤이케 미치요 여동생 제2회 데뷔 오디션 모집 사항이 봉입되었다.

- 다른 버전의 음원을 추가한 12cm반이 2004년 12월 15일에 발매된 모닝구무스메 EARLY SINGLE BOX에 수록되었으며, 2005년 3월 2일에는 같은 작품이 싱글로 발매되었다.

## 수록곡

### 8cm반
1. 真夏の光線
작사, 작곡 : 층쿠 / 편곡 : 고노 신
2. 恋の始発列車
작사, 작곡 : 층쿠 / 편곡 : 고니시 다카오
3. 真夏の光線 (Instrumental)

### 12cm반
1. 真夏の光線
2. 恋の始発列車
3. 真夏の光線 (Instrumental)
4. 真夏の光線 (Early Version)

## 참여 뮤지션
※괄호는 트랙 번호
- 고노 신 - 키보드 & 프로그래밍 (1)
- 이리에 나오유키 - 베이스 기타 (1)
- 이나바 마사히로 - 기타 (1)
- 미사와 이즈미 - 퍼커션 (1)
- 아라키 도시오 - 트럼펫 (1)
- 니시무라 고지 - 트럼펫 (1)
- 무라타 요이치 - 트럼본 (1)
- 야마모토 다쿠오 - 알토 색소폰 (1)
- 고니시 다카오 - 키보드 & 프로그래밍 (2)
- 후루카와 노조미 - 기타 (2)

## 차트
- 주간최고순위 3위 (오리콘 차트)